# 魂囚西門
《魂囚西門》（英語：Green Door），是一部2019年的台灣心理驚悚電視影集，謝庭菡執導，蕭敬騰主演，並有郭碧婷、鄭宜農、謝盈萱、喜翔、藍葦華參與領銜演出。
本片以4K超高畫質拍攝，改編自作家九色夫的同名小說《魂囚西門》（「魑魅魍魎檔案」系列第一集），也是蕭敬騰初次主演的電視作品。
公視主頻從2019年2月16日起每週六晚間9時首播，並於公視+、中華電信MOD、Hami Video及Netflix同步放送。

## 首播
| 频道       | 所在地 | 播映日期      | 播出时间          | 备注                                                                                |
| ---------- | ------ | ------------- | ----------------- | ----------------------------------------------------------------------------------- |
| 公共電視台 | 臺灣   | 2019年2月16日 | 每週六21:00-23:00 | 第一周(2/16)：播出1、2集 後四周：九點依次重播2、3、4、5集，十點依次播出3、4、5、6集 |
| Netflix    | 臺灣   | 2019年2月16日 | 每週六22:00       | 每周六22:00上架最新集數 (第一周：21:00上架第1集、22:00上架第2集)                    |
| 公視+      | 臺灣   | 2019年2月16日 | 每週六22:00       | 每周六22:00上架最新集數 (第一周：21:00上架第1集、22:00上架第2集)                    |
| Hami Video | 臺灣   | 2019年2月16日 | 每週六22:00       | 每周六22:00上架最新集數 (第一周：21:00上架第1集、22:00上架第2集)                    |
| Netflix    | 全世界 | 2019年3月16日 | 22:00             | 一次上架全集                                                                        |

## 製作
演員陣容集結金曲獎、金馬獎、金鐘獎得獎者，包含2013年「金曲歌王」的蕭敬騰、2018年以《誰先愛上他的》獲得「金馬影后」的謝盈萱，與2018年「迷你劇集金鐘影帝」的藍葦華。
全片於2018年5月1日殺青，拍攝時間共49日。首波預告片則於2018年12月15日正式公開。

### 拍攝事故
2018年3月12日，劇中演員藍葦華在拍攝過程中不慎從一層樓高的地方摔下，導致左腳骨折出現裂痕，至少需休息4周，劇組則先暫停拍攝他的戲份。

## 劇情大綱
魏松言，一個從美國歸來的王牌心理師，發現自己引以為豪的心理諮商專業和台灣的民情格格不入，在西門町經營的「綠之門心理工作室」始終門可羅雀 ，只能靠醫師女友洪玉玫的支援苦撐 。在松言苦苦企盼個案上門的同時，個案還真的降臨到松言身邊，只不過，這些個案不是人，卻是鬼！ 
一名聲稱附身在 女子余秀淇身上的黑道鬼沈金發、一名來自未來卻又只出現在 鏡子中的女鬼瑪麗 ，還有一名活在過往記憶中的 張麗華。這些各自代表了過去、現在、未來的鬼魂，幫松言開啟一道新世界的大門，松言決定幫這些鬼魂做心理治療，和工作室助理劉早雲攜手找出鬼魂們徘徊在人世 間不走的原因，解決他們未竟的心願。 
正當松言為了這些「鬼事」忙得不見天日之際，松言的女友玉玫也頻頻釋放出想婚的念頭，人鬼的問題夾擊讓松言焦頭爛額，把他推到進退維谷的局面當中——而一場關乎松言自身的風暴，才正要開始……

## 演員列表

### 主要演員
| 演員   | 角色   | 介紹 |
| 蕭敬騰 | 魏松言 | 表面上是綠之門工作室負責人，事實上為一名精神病患 一個從美國回台灣開業的臨床心理師，是個完美主義者，待人處事懷抱著自己的原則，一絲不苟。回到台灣西門町開設了「綠之門」心理工作室之後，才發現他引以為豪的心理諮商專業和台灣的民情格格不入，工作室始終門可羅雀，隨時都有倒閉危機，只能靠醫師女友洪玉玫 的援助苦撐。正當松言為了生存焦頭爛額之際，幾名意外到來的「鬼訪客」出現在松言身邊，開啟了松言幫鬼魂做心理諮商輔導的旅程。事實上，早在多年前因為Doris的自殺事件就被吊銷心理師執照，自己也罹患了精神創傷症候群，現在的松言只是位配合早雲的心理重建的一名病患，最後和玉玫重歸於好，心理疾病也在治療中慢慢恢復。                                                                        |
| 郭碧婷 | 洪玉玫 | 新陳代謝科主治醫生 魏松言的女友，私人醫院的院長千金。從小衣食無缺，但她不願意自己的人生坐享其成，反而景仰一直努力不懈的父親，玉玫一再督促自己，絕對不能在學術領域上放鬆。家世如此顯赫的她，成長過程可謂一帆風順，若要說哪裡有挫折，那便是玉玫和松言的感情始終離修成正果還有幾步之遙。玉玫深愛著松言，期盼永遠和他維持熱戀狀態、和他共組家庭，然而松言面對她的愛情時，卻始終有所保留、有所顧忌、甚至有逃避的跡象，這讓玉玫不得不重新思索，她和松言的感情究竟該如何走下去。其實一開始玉玫早已知道松言因Doris的死而患有精神疾病，故而委託早雲醫治松言，最後因懷上松言的孩子一度想墮胎，幸得早雲阻止才免於一場悲劇，而後為幫助松言恢復以往健康，決定陪伴在其身邊。                         |
| 鄭宜農 | 劉早雲 | 表面上是綠之門工作室的實習生兼助理，事實上則是松言的心理主治醫生 因為景仰松言在專業領域上的成就，放棄了大醫院的實習機會，選擇來到綠之門向松言學習。聰明能幹，性格嚴謹，實事求是，當松言告知工作室中出現了「#鬼訪客」時，始終抱持著懷疑的態度，卻仍秉持著實習生與助理的本分，協助松言處理這些鬼魂個案，時常會提出松言的盲點、給予中肯的建言，是松言得力的助手。平時生活獨來獨往，唯獨和奶奶的感情很深。當發現奶奶的身體一天比一天虛弱、徘徊在生死邊緣之時，她下定決心，一定要滿足奶奶臨終前的願望，和松言合作找出奶奶心中深藏的祕密。最後秘密解開，實際上早雲才是松言心理醫師，因受玉玫之託，為求對症下藥的她租下一間工作室(即後來的綠之門)配合松言角色扮演，最終成功幫助松言找回自我。 |
| 謝盈萱 | 余秀淇 | 珠寶店的經理/無極堂堂主夫人 性格溫柔，工作能力強，面對議員的追求卻不願意當一個第三者，始終保持著發乎情、止乎禮的距離。一日秀淇路過西門町，意外撞見沈金發死亡的瞬間，被沈金發死不瞑目的鬼魂附身，從此人生變的荒腔走板。有天發現自己突然開始出現神遊及失去意識的症狀，每回昏迷後再次清醒，都會身處在難以言喻的困境中，身心俱疲的秀淇不得不找上松言，尋求專業的協助。原來，秀淇身分是無極堂堂主夫人，也是沈金城的女人，但卻同時與其弟金發有染，深怕東窗事發的她決定和金發一起私奔，卻因慫恿金發竊取幫會資金失敗後，間接造成金發死亡。在松言和早雲的精神鑑定下，秀淇因金發的死，讓自己精神產生分裂，衍生出另一個金發人格出來和自己共生一體，只因為她無法接受這殘酷事實及對自己的不諒解。   |
| 喜翔   | 沈金城 | 無極堂堂主 性格沉穩、充滿威嚴。因為背負著堂口重任，金城的一舉一動都被江湖兄弟關注，一旦有所疏失，堂主的地位便岌岌可危。然而，這一回犯錯出逃的卻是自己的親弟弟沈金發，金城雖然不捨這個弟弟，卻不得不依照幫規處置，派出大量人手搜索金發，卻不幸造成天人永隔的悲劇。最後在秀淇的金發人格指引下，由松言和早雲的拜訪，才道出自己和金發及秀淇複雜的三角戀，然而因為感情上的釋懷，最終還是原諒秀淇和金發。 |
| 藍葦華 | 沈金發 | 無極堂副堂主 逞兇鬥狠的江湖中人，卻仍帶有一顆細膩柔軟的內心，因犯了幫規不得不和大哥金城決裂，在外奔逃數年。在一次躲避無極堂成員追捕的過程中，不幸意外身亡，之後靈魂附身在余秀淇身上。事實上，金發早和大嫂秀淇有過一腿，卻礙於眾人眼光而將戀情地下化，後來倆人決定私奔，但因為金發偷竊幫會的錢失敗而遭到幫內成員追捕，最後在逃亡過程中身受重傷，臨死前求秀淇救援，但還是不幸身亡。 |

### 其他演員
| 演員   | 角色         | 介紹 |
| 沈海蓉 | 張麗華       | 早雲的奶奶，對早雲及松言疼愛有加，把松言視為自己的孫子，時不時會給出值得深思的人生建言。年輕時是西門町最大舞廳的紅牌舞小姐，風姿萬千，風靡無數人。看似灑脫的，卻有一個埋藏在心中超過了五十年的祕密。原來，當初因誤解少校對她的愛，憤而離開少校，間接造成少校的死亡。但更多的是自己愧對其夫澤元的愛，所以始終在昏迷時靈魂總是徘徊在人間不願離去，最後在澤元現身原諒下才答應把心交給他，終於放下一切與澤元共赴黃泉。    |
| 詹宛儒 | 蘇瑪麗       | 被囚禁在工作室的鏡中神秘女鬼，對生前種種毫無印象，連為何左腕上會有自殘痕跡，都想不起來，松言從諸多線索推知 #瑪麗 是一名來自未來的鬼魂。想擺脫被拘禁在鏡中的困境，也想知道自己遺忘的生前種種，便請松言替自己進行心理治療。在朝夕相處的過程中，兩個孤獨的靈魂都逐漸敞開心扉，感受到了人與人之間的溫暖。隨著松言的循序誘導下，終於想起自己是松言和玉玫的女兒，最後因玉玫放棄墮胎，自己才得以存活下來，並改變原有的悲劇。 |
| 藍雅芸 | Doris        | 松言的第一個個案，但卻想不開而自殺，造成松言為此得了創傷後症候群，也被拔除心理師資格。 |
| 廖雅珺 | 年輕麗華     | 西門町最大舞廳的紅牌舞小姐，風姿萬千，風華絕代。她跟挺拔帥氣的少校間，到底發生過什麼事？愛情，一直都是最難理解又迷人的懸案。 |
| 周孝安 | 少校         | 麗華年輕時的初戀情人，由於一場火警意外使得麗華間接造成少校身亡。 |
| 丁強   | 朱爺爺       | 麗華在養老院裡認識的知心好友，暗戀麗華，喜歡和他一起跳舞。 |
| 陳淑芳 | 沈母         | 金城和金發的生母，雙眼失明。 |
| 朱約信 | 虛空大師     | 一個充滿了謎團的男子，言行看似瘋癲，卻似乎字字珠磯。其身分一直都是個謎，總是在松言陷入煩惱時指點迷津，最後在松言住院時開導其放下執著面對新的一切，說完便瀟灑離去，因自己奇妙的存在而被松言尊稱為菩薩。 |
| 吳伊婷 | 吳艾莉(Elly) | 松言和玉玫醫學院同學，婦產科醫師，曾一度要為玉玫做墮胎手術。 |
| 鄭有傑 | 陳皓傑       | 松言和玉玫醫學院同學，心臟科醫師，也是麗華的主治醫生。 |
| 傅雷   | 劉澤元       | 早雲的爺爺，麗華的丈夫，在麗華於鬼門關前徘徊的時候，來接麗華，麗華卻因為覺得自己對不起他，一直沒有把心交給他，而不敢面對他。但澤元卻說麗華願意與他共組家庭，生兒育女，其實已經是把心交給他了，因此，麗華才放下而安心離世。 |
| 陳名賀 | 阿龍         | 沈金城的首席貼身護衛，行事風格心狠手辣，直接受命於沈金城，因此在追捕二當家沈金發時較無羈絆，卻也間接造成金發的意外身亡。 |
| 陸蓉之 | 老瑪麗       | 老年的瑪麗，因松言答應給予玉玫承諾使其放棄墮胎，成功保住瑪麗性命，在自己壽終正寢後，靈魂再次回到過去和自己父親道謝。 |

## 電視原聲帶
| 曲序 | 曲目                  |        | 作曲            | 演唱   |
| ---- | --------------------- | ------ | --------------- | ------ |
| 1.   | Haunting Me（片尾曲） | 鄭慧文 | 黃偉恆 / 夏先慶 | 蕭敬騰 |

## 收視率
| 集數 | 播出日期   |      | 備註      |
| ---- | ---------- | ---- | --------- |
| 1    | 2019/02/16 | 0.70 | 首周21:00 |
| 2    | 2019/02/16 | 0.81 | 首周22:00 |
| 3    | 2019/02/23 | 0.83 |           |
| 4    | 2019/03/02 | 0.61 |           |
| 5    | 2019/03/09 | 0.93 |           |
| 6    | 2019/03/16 |      |           |

## 獎項紀錄
| 年度   | 大獎         | 獎項                       | 入圍者                                 | 結果 |
| ------ | ------------ | -------------------------- | -------------------------------------- | ---- |
| 2019年 | 第54屆金鐘獎 | 迷你劇集獎                 | 魂囚西門                               | 提名 |
| 2019年 | 第54屆金鐘獎 | 迷你劇集／電視電影女主角獎 | 謝盈萱                                 | 提名 |
| 2019年 | 第54屆金鐘獎 | 音效獎                     | 高偉晏、孫紹庭、黃偉恆、陳彥竹、陳亦偉 | 提名 |

## 外部連結
- 《魂囚西門》預告片 （页面存档备份，存于）
- 魂囚西門的Facebook專頁
- 《魂囚西門》 （页面存档备份，存于）－官方網站
- 《魂囚西門》 （页面存档备份，存于）－偶像劇場頁面
- 《魂囚西門》 （页面存档备份，存于）－公視+
- 在Netflix上觀看《魂囚西門》
- 《魂囚西門》 （页面存档备份，存于）－Hami Video

| 臺灣 公視主頻 每週六 21:00 - 23:00                                                  | 臺灣 公視主頻 每週六 21:00 - 23:00                                                                                   | 臺灣 公視主頻 每週六 21:00 - 23:00 |
| ----------------------------------------------------------------------------------- | --- | ---------------------------------- |
|                                                                                     | 魂囚西門 （2019年2月16日－2019年3月16日）                                                                            |                                    |
| 雙城故事 （2018年9月1日－2019年1月26日）念念 （2019年2月2日） 港囧 （2019年2月9日） | 危城 （2019年3月23日）我們與惡的距離(重播) （2019年3月30日－2019年4月27日）生死接線員 （2019年5月4日－2019年6月1日） |                                    |